# Raunefjord
Der Raunefjord ist ein Sund (wenn auch als Fjord bezeichnet) im Bezirk Vestland in Norwegen. Er befindet sich zwischen dem Festland mit der Kommune Bergen im Osten und der Insel Sotra in der Kommune Øygarden im Westen.
Im Süden liegen die Inseln Bjelkarøyna und Lerøyna, im Norden Bjorøyna und Tyssøyna.
Im weiteren Sinn gehört die nordwestliche Fortsetzung und im Nordosten der Grimstadfjord als „Seitenfjord“ dazu, dann der Vatlestraumen bis zur Halbinsel Håkonshella mit gleichnamigem Ort, so dass sich insgesamt eine Nord-Süd-Ausdehnung von 15 km ergibt.
Im Süden schließt sich der Krossfjord, im Norden der Byfjord und Hjeltefjord an.
Auf der westlich gelegenen Insel Sotra liegt nördlich von Klokkarvik die Bucht Skogsvågen.
Auf der Ostseite Skogsvågen gegenüber liegt der Flughafen Bergen, davor der Ort Flesland.
Der Raunefjord hat im Nordosten einen (durch die Insel Bjorøyna abgetrennten) Seitenfjord, den Grimstadfjord, der nördlich von Flesland und unmittelbar östlich von Bjorøyna liegt. Von Bjorøyna aus führt ein Unterwassertunnel unter dem Vatlestraumen hindurch zum Festland bei Håkonshella.
Håkonshella ist der Ort, an dem Håkon I. der Gute, dritter König Norwegens, geboren wurde und starb. Von dort aus setzt sich der Fjord  nach Norden fort und führt nach Knarrevik im Westen und Drotningsvik im Osten. Zwischen diesen beiden Orten überquert die Sotra-Brücke den Fjord mit einer Länge von 1236 Metern und einer Fahrhöhe von 50 Metern.
Der Fjord endet nördlich von Sotrabrua, wo er sich in den Byfjord, der zwischen Askøy und Loddefjord nach Osten in Richtung Bergen verläuft, und einen nordwestlichen Fjordarm zwischen Litlesotra und Askøy, den südlichen Teil des Hjeltefjords, teilt.

## Ökologie
Als Verursacher von Algenblüten waren die Mikroalgen des Raunefjords und ihre Viren Gegenstand mehrere eingehender Untersuchungen.
Dank dieser Studien wurde der Raunefjord zum provisorischen und zum offiziellen Namensgeber für eine Reihe von Virusarten.
Dies sind:
- Pyramimonas-orientalis-Virus (wissenschaftlich Heliosvirus raunefjordenense)
- Chrysochromulina-ericina-Virus 01B (wiss. Tethysvirus raunefjordenense, ‚B‘ steht für Bergen)
- Prymnesium-kappa-Virus RF01 (wiss. Biavirus raunefjordenense, ‚RF‘ steht für Raunefjord).

Noch nicht offiziell bestätigte Arten sind „Haptolina ericina virus RF02“ und „Prymnesium kappa virus RF02“ (‚RF‘ steht wieder für Raunefjord).